# 但丁广场 (那不勒斯)

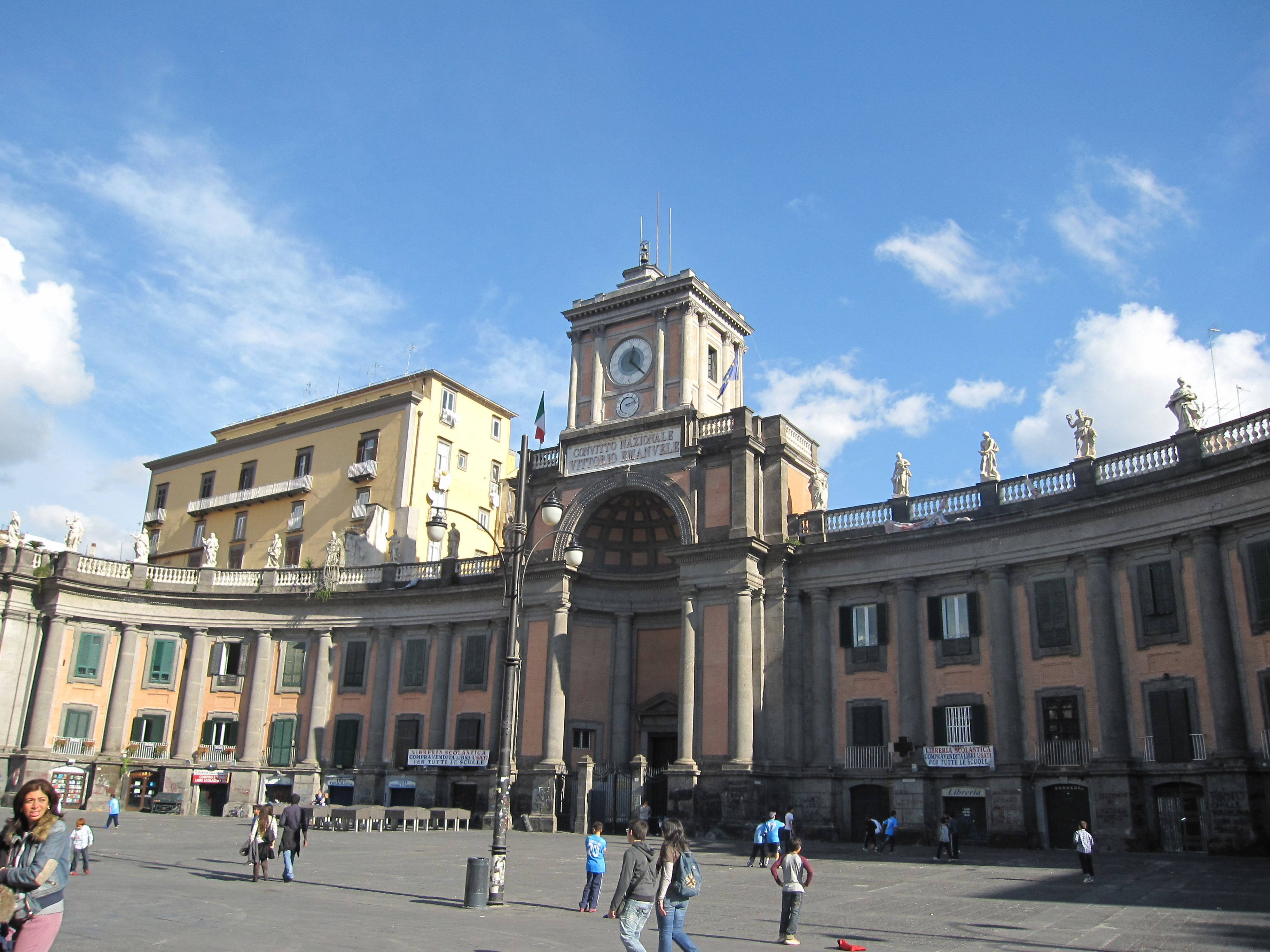
但丁广场

40°50′56″N 14°15′01″E / 40.848900°N 14.250382°E
但丁广场（義大利語：Piazza Dante）是意大利南部城市那不勒斯市中心区的一座广场，毗鄰舊城區的阿尔巴门。广场是一个重要的旅游景点，周围有3座教堂：卡拉瓦乔圣母教堂（Chiesa di Santa Maria di Caravaggio）、圣多明我索里亚诺教堂（Chiesa di San Domenico Soriano）和圣弥额尔总领天使教堂（Chiesa di San Michele Arcangelo）。广场上有诗人但丁雕像。
 广场可以通过但丁站到达